# Zwart reuzenkussen
Het zwart reuzenkussen (Brefeldia maxima) is een slijmzwam uit de familie Amaurochaetidae. De soort leeft saprotroof op hout in naald- en gemengd bos. 

## Verspreiding
In Nederland komt het matig algemeen voor.

## Foto's

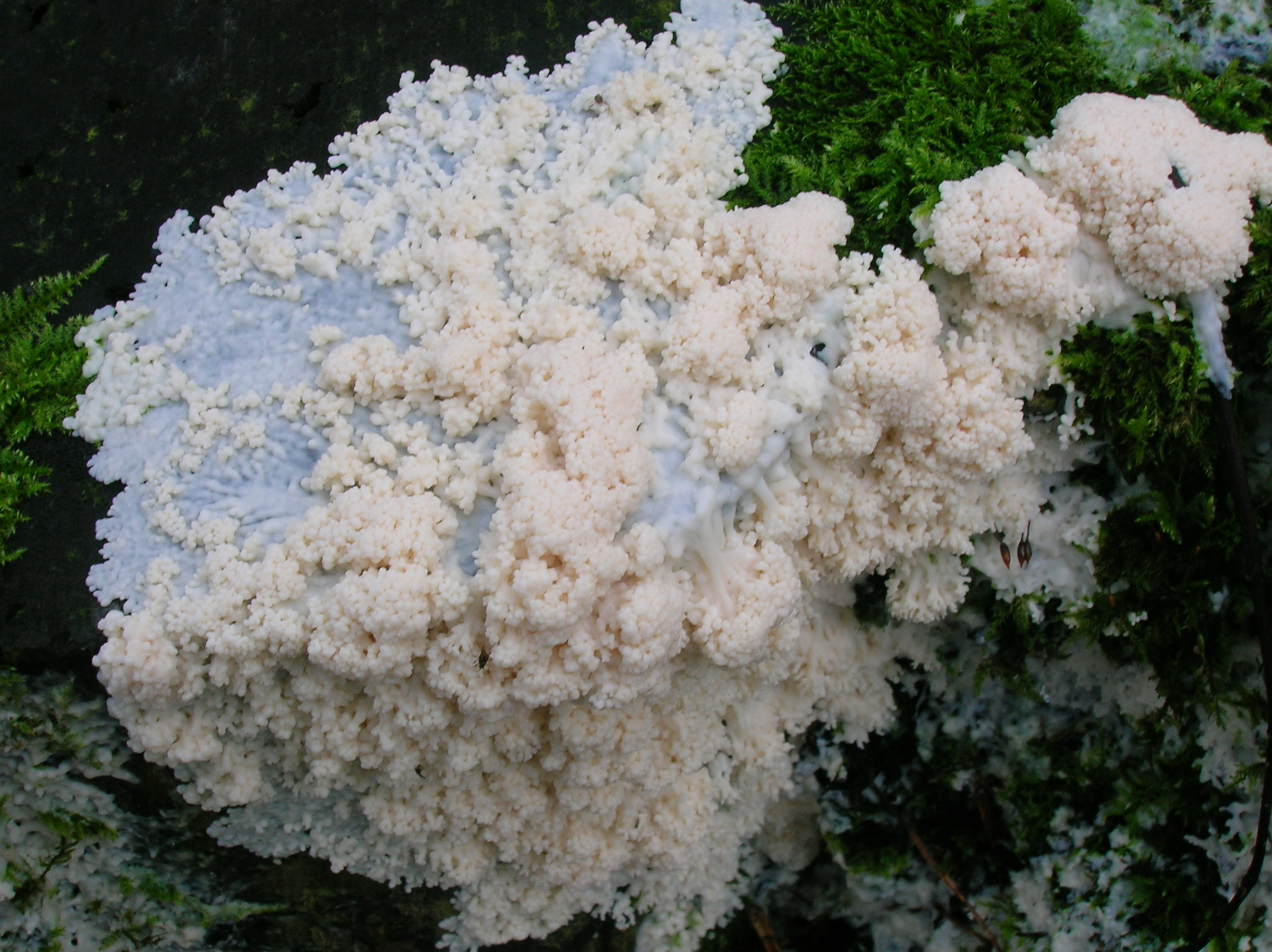
dag 0
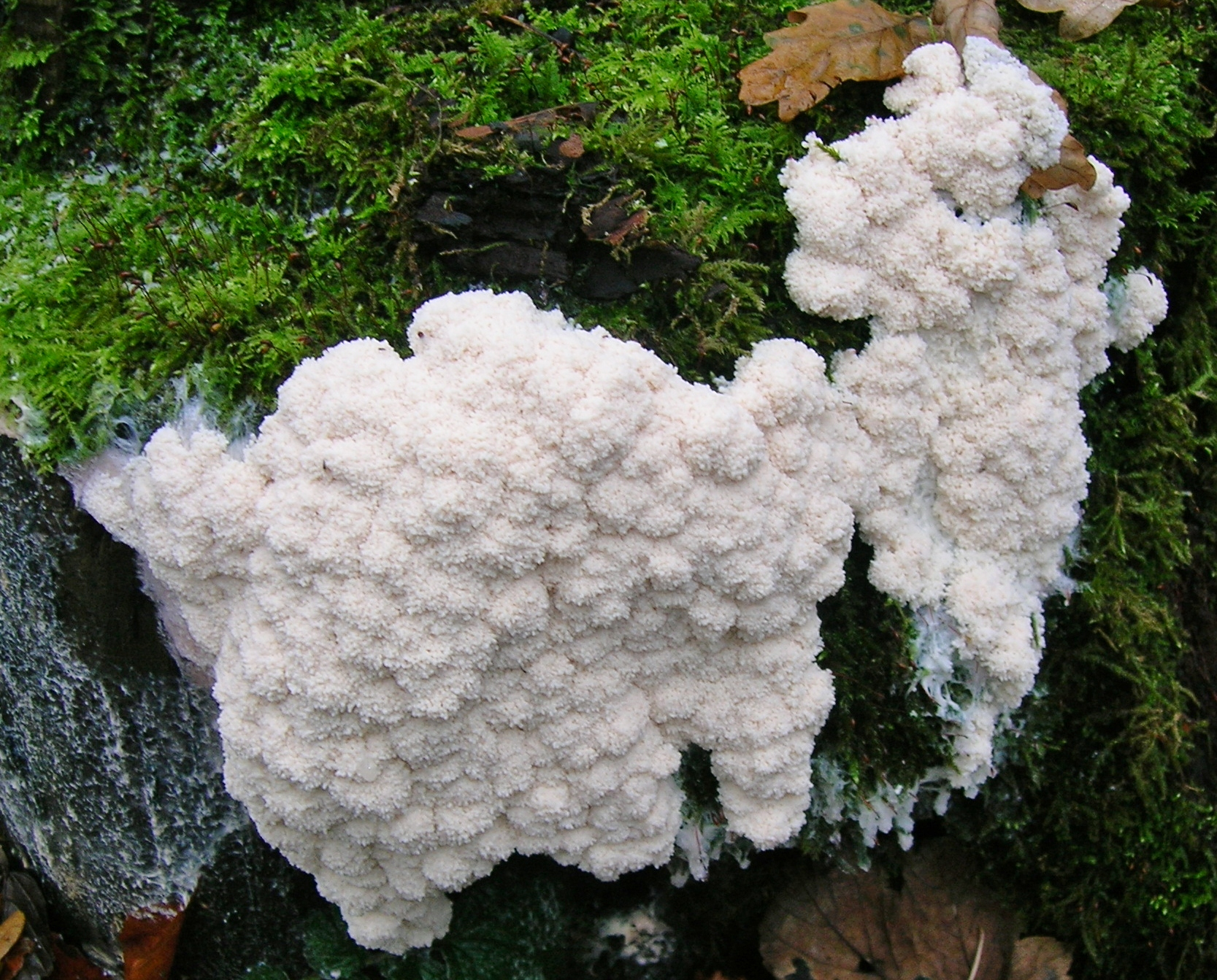
dag 6
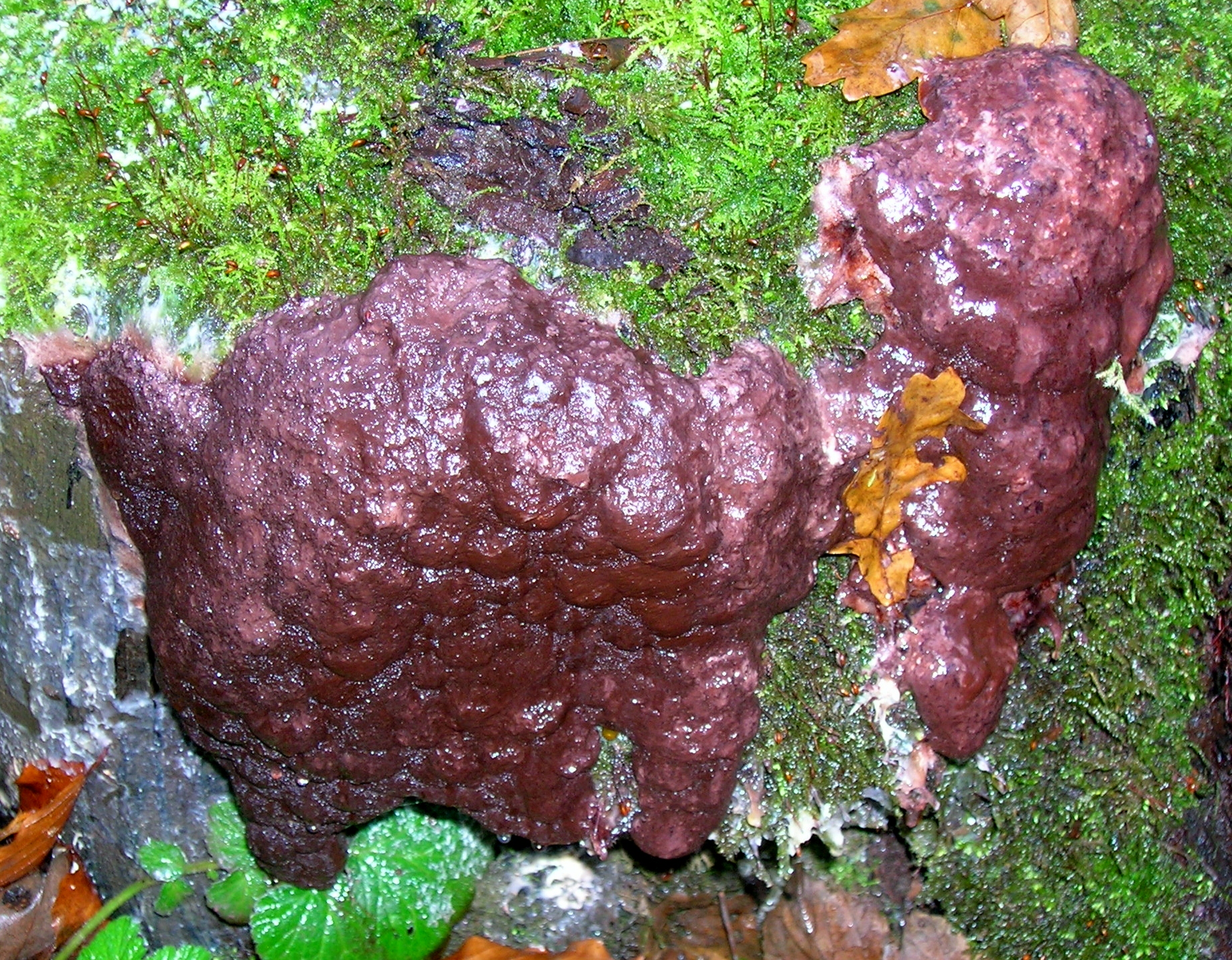
Begin van de sporenvorming
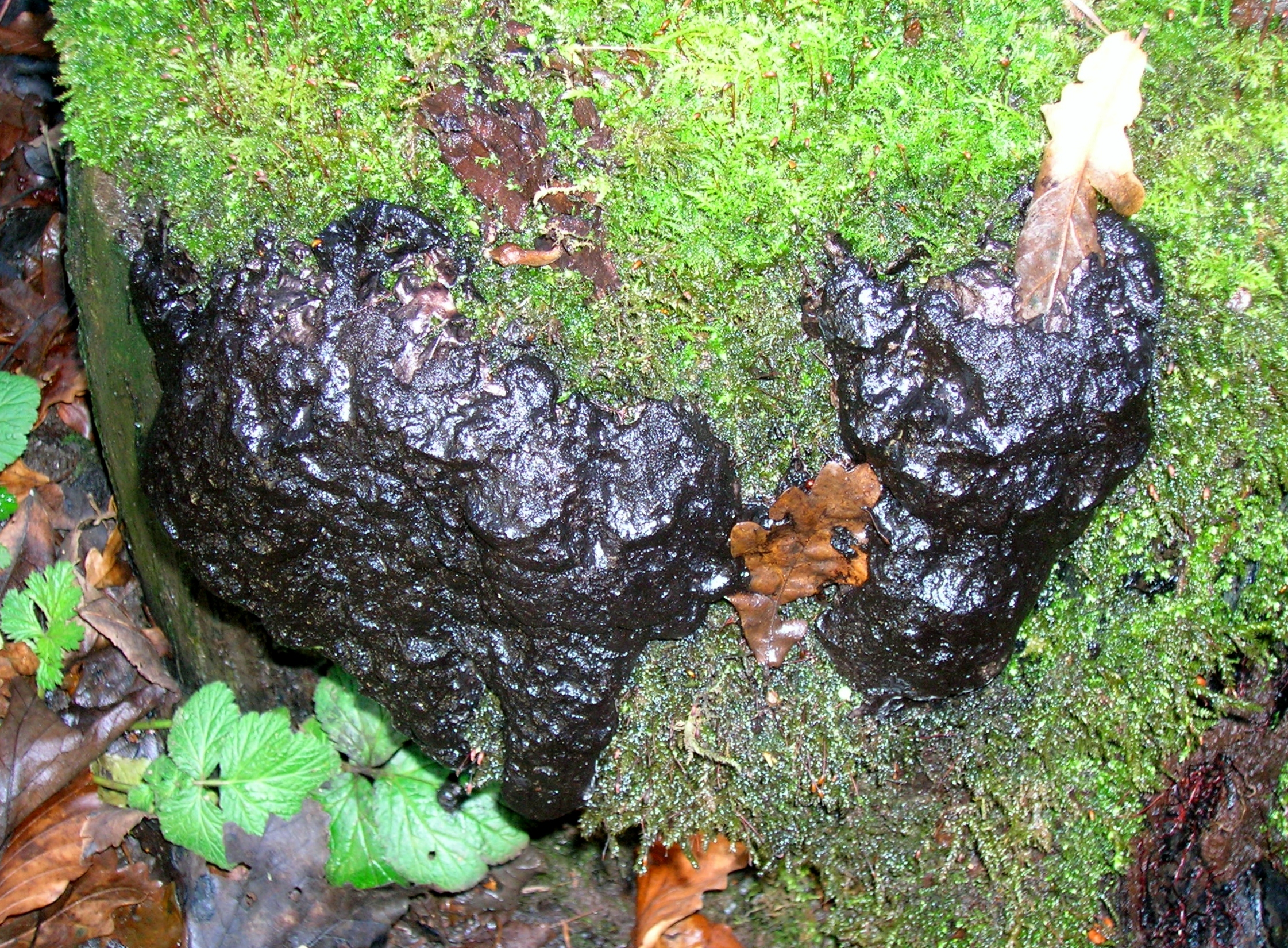
15 dagen sporenvorming